# Патерно (Ријети)
Патерно је насеље у Италији у округу Ријети, региону Лацио.
Према процени из 2011. у насељу је живело 39 становника. Насеље се налази на надморској висини од 625 м.